# 플레이리스트

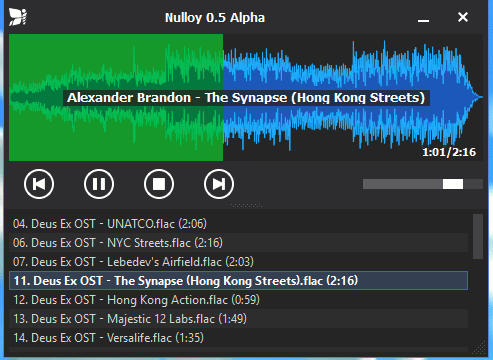
오디오 플레이어의 플레이리스트

플레이리스트(playlist)는 미디어 플레이어를 통해 순차적으로 또는 임의의 순서로 재생이 가능한 동영상이나 오디오 파일 목록이다. 일반적으로 오디오 플레이리스트는 단순히 노래 목록이지만 반복 기능이 있는 경우도 있다. 이 용어는 텔레비전 방송, 라디오 방송, 개인용 컴퓨터 분야에서 여러 전문적인 의미들이 존재한다.